# Sawmill (Arizona)
Sawmill es un lugar designado por el censo ubicado en el condado de Apache en el estado estadounidense de Arizona. En el Censo de 2010 tenía una población de 748 habitantes y una densidad poblacional de 80,14 personas por km².

## Geografía
Sawmill se encuentra ubicado en las coordenadas 35°53′33″N 109°9′14″O / 35.89250, -109.15389. Según la Oficina del Censo de los Estados Unidos, Sawmill tiene una superficie total de 15.02 km², de la cual 15.02 km² corresponden a tierra firme y (0%) 0 km² es agua.

## Demografía
Según el censo de 2010, había 748 personas residiendo en Sawmill. La densidad de población era de 80,14 hab./km². De los 748 habitantes, Sawmill estaba compuesto por el 0.67% blancos, el 0.13% eran afroamericanos, el 97.99% eran amerindios, el 0% eran asiáticos, el 0% eran isleños del Pacífico, el 0% eran de otras razas y el 1.2% pertenecían a dos o más razas. Del total de la población el 0.94% eran hispanos o latinos de cualquier raza.